# Hoffner József
Hoffner József (Veszprém, 1794. március 25. – Pest, 1841. február 16.) orvosdoktor, egyetemi tanár és a Magyar Tudományos Akadémia levelező tagja.

## Élete
Szülővárosában 1810-ben a gimnázium osztályait elvégezte, mire 1814-ig a győri püspök uradalmi írnoka volt. Ekkor Pestre ment filozófiát (1816-ig) és orvosi tudományt (1818-ig) hallgatni, melyet Bécsben 1822-ben elvégzett, ugyanott 1822. augusztus 22-én orvosdoktor lett. 1823. február 9-től a bécsi állatorvosi intézet alumnusa volt és 1825-ig állatsebészséget és törvényszéki állatorvostudományt tanított. 1826. június 2-án a pesti magyar királyi egyetem állatorvosi intézetének igazgatójává és rendes tanárnak nevezték ki; itt augusztus 5-én magyar nyelven tartotta beköszöntőjét. A Magyar Tudományos Akadémia 1832. március 9-én levelező tagjává választotta. Hosszas szenvedés után 1841. február 16-án halt meg Pesten.
Cikkei az Orvosi Tárban, melynek rendes munkatársa volt (1832-től), a Tudományos Gyűjteményben (1832. II.)

## Munkái
- Dissertatio inaug. medico-pharm. de assa foetida Viennae, 1822.
- Dissertatio veterinario-medica de influxu zooiatriae in anthropoiatriam. Pestini, 1888.
- Az erőszak nélküli patkolás, okosságon és a lónak lélektudományán alapodott értekezés. Balassa Konstantin után németből ford. Viennae, 1828.
- Utmutatás a ló külsejének ismeretére. Oktatásra és nyilvános tanításra szánt kézikönyv. Schwab Konrad Lajos után magyarítva. Viennae, 1832. (11 rajzzal.)
- A lókereskedés minden titkaival. Tannecker Seyfert után, a második megjobbított kiadat szerint magyarra ford. Viennae, 1832.

A Magyar Tudományos Akadémia Természeti műszótárának anyaga gyűjtésében is részt vett.

### Kéziratban maradt
Az embernek szelleme, Hartmann Fülöp Károly után magyarítva 1833. és A patkolás-tanítmány, kovácsoknak és nevendék baromorvosok számára. Levele Horvát Istvánhoz 1828-ból (a Magyar Nemzeti Múzeumban.)